# Liste der Baudenkmäler in Regensburg-Wöhrde

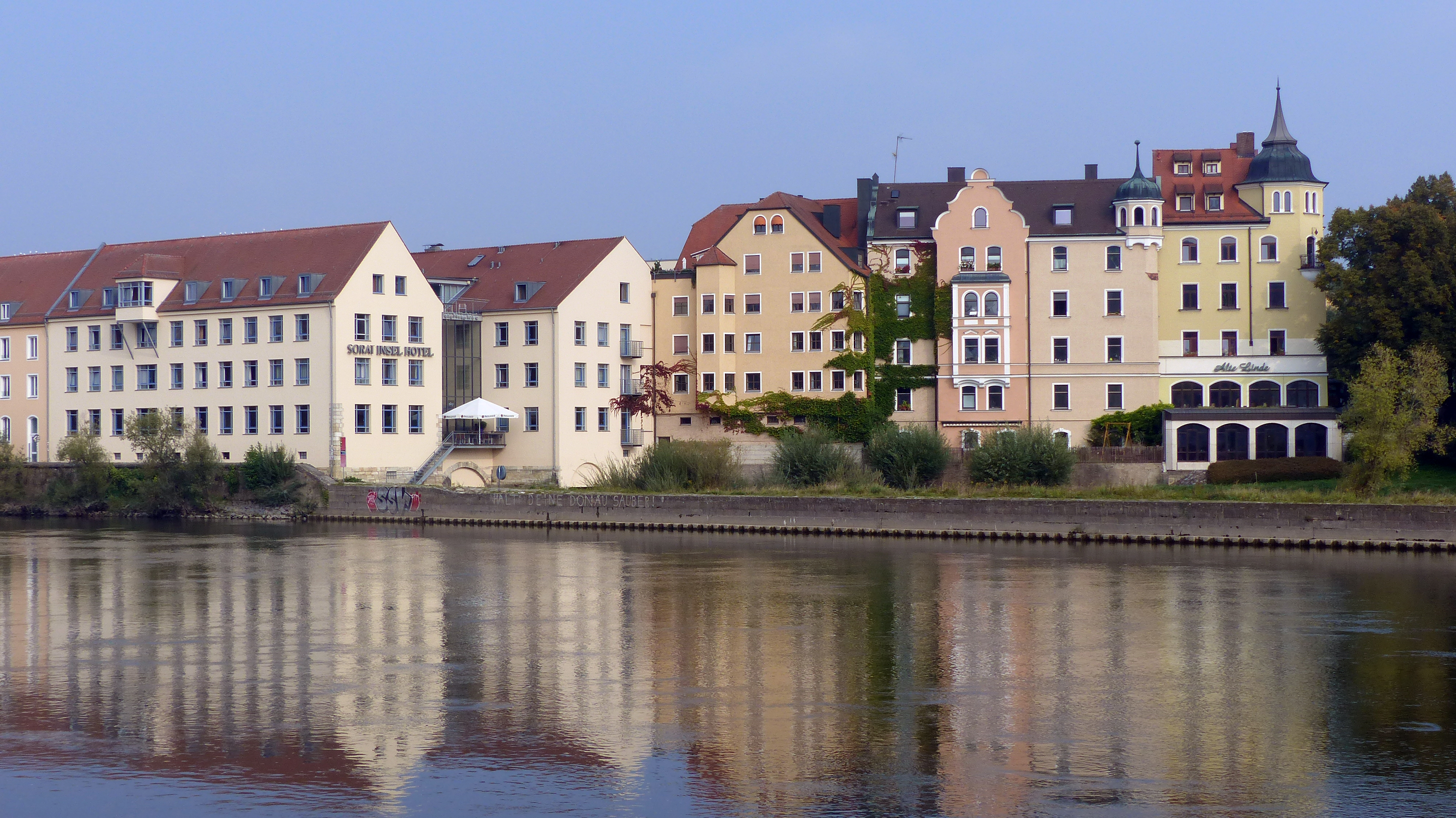
Blick auf denkmalgeschützte Gebäude am Oberen Wöhrd von der anderen Uferseite aus

Auf dieser Seite sind die Baudenkmäler in der Oberpfälzer Bezirkshauptstadt Regensburg zusammengestellt. Diese Tabelle ist eine Teilliste der Liste der Baudenkmäler in Bayern. Grundlage ist die Bayerische Denkmalliste, die auf Basis des Bayerischen Denkmalschutzgesetzes vom 1. Oktober 1973 erstmals erstellt wurde und seither durch das Bayerische Landesamt für Denkmalpflege geführt wird. Die folgenden Angaben ersetzen nicht die rechtsverbindliche Auskunft der Denkmalschutzbehörde.

## Baudenkmäler
| Lage                                                            | Objekt                                                          | Beschreibung | Akten-Nr.       | Bild                                                            |
| --------------------------------------------------------------- | --------------------------------------------------------------- | --- | --------------- | --------------------------------------------------------------- |
| Am Weinmarkt; Badstraße; Donau; Nähe Holzländestraße (Standort) | Fußgängersteg (Eiserner Steg)                                   | Brücke über die Donau auf zwei Strompfeilern, als Übergang ehemalige LZ-Brücke der deutschen Wehrmacht zweitverwendet, geschraubte Fachwerkkonstruktion aus Stahl, 1947 Zwei Brückenköpfe mit je zwei Aufgängen und Resten von Rampen, Kalkstein, 1901 | D-3-62-000-1747 | weitere Bilder                                                  |
| Badstraße 2 (Standort)                                          | Ehemalige reichsstädtische Müllerbehausung                      | Zweigeschossiges und traufständiges Satteldachhaus in Ecklage mit gekrümmter Fassade, im Kern 1590, barock umgebaut | D-3-62-000-180  | Ehemalige reichsstädtische Müllerbehausung                      |
| Badstraße 4 (Standort)                                          | Ehemaliges reichsstädtisches Mühlschreiberhaus                  | Dreigeschossiges und traufständiges Satteldachhaus mit Kniestock und Zwerchhaus, 1566, 1875 aufgestockt | D-3-62-000-181  | Ehemaliges reichsstädtisches Mühlschreiberhaus                  |
| Badstraße 6 (Standort)                                          | Ehemaliges reichsstädtisches Hammerschmiedehaus                 | Dreigeschossiger und traufständiger Mansarddachbau, 1590, Aufstockung und Fassadengestaltung neuklassizistisch, 1899 | D-3-62-000-182  | Ehemaliges reichsstädtisches Hammerschmiedehaus                 |
| Badstraße 8 (Standort)                                          | Wohnhaus                                                        | Dreigeschossiger und traufständiger Mansarddachbau, im Kern 17./18. Jahrhundert, 1896 aufgestockt | D-3-62-000-183  | Wohnhaus                                                        |
| Badstraße 14 (Standort)                                         | Ehemaliges Schiffsmeisterhaus                                   | Zweigeschossiger und traufständiger Satteldachbau mit Zwerchhaus und Lisenengliederung über gebändertem Erdgeschoss, im Kern frühes 18. Jahrhundert, Fassade 1791–96, nördliches Rückgebäude, zweigeschossiges Satteldachhaus, vor 1798 Salettl, zweigeschossiger und traufständiger Satteldachbau mit Fachwerkobergeschoss, um 1794, auf Gartenmauer mit Pforte, bezeichnet „1794“                                 | D-3-62-000-184  | Ehemaliges Schiffsmeisterhaus                                   |
| Badstraße 16 (Standort)                                         | Ehemaliges Schiffsmeisterhaus                                   | Zweigeschossiges und traufständiges Satteldachhaus mit Zwerchhaus, im Kern 17./18. Jahrhundert, nach Brand von 1801 mit Rückgebäude wiederaufgebaut | D-3-62-000-185  | Ehemaliges Schiffsmeisterhaus                                   |
| Badstraße 18 (Standort)                                         | Ehemaliges Gartengebäude                                        | Zweigeschossiger Walmdachbau mit geohrten Öffnungen und Ecklisenen, spätbarock, 1741, Rocaille-Kartusche bezeichnet „1742“, Umbauten ab 1796 durch Joseph Sorg Hofeinfahrt mit zwei Pfeilern, Durchfahrt und zwei Fußgängerpforten, um 1796 Vorgarteneinfriedung, Schmiedeisenzaun zwischen profilierten Pfeilern, um 1796                                                                                          | D-3-62-000-186  | Ehemaliges Gartengebäude                                        |
| Badstraße 22 (Standort)                                         | Wohnhaus                                                        | Zweigeschossiges Walmdachhaus, frühes 18. Jahrhundert Vorgarteneinfriedung mit profilierten Pfeilern und Schmiedeeisenzaun, Kalksandstein, um 1796 | D-3-62-000-187  | Wohnhaus                                                        |
| Badstraße 24 (Standort)                                         | Ehemaliges Schiffsmeisterhaus                                   | Zweigeschossiges und giebelständiges Satteldachhaus, 1717 | D-3-62-000-188  | Ehemaliges Schiffsmeisterhaus                                   |
| Badstraße 26 (Standort)                                         | Ehemaliges Schiffsmeisterhaus                                   | Zweigeschossiges und giebelständiges Satteldachhaus, 1635, Umbauten 1761 und 1803 | D-3-62-000-189  | Ehemaliges Schiffsmeisterhaus                                   |
| Badstraße 28 (Standort)                                         | Wohnhaus                                                        | Zweigeschossiges und giebelständiges Satteldachhaus, im Kern 17./18. Jahrhundert | D-3-62-000-190  | Wohnhaus                                                        |
| Badstraße 32 (Standort)                                         | Gasthaus Goldene Ente                                           | Zweigeschossiger und traufständiger Satteldachbau, 17./18. Jahrhundert, im Kern 15. Jahrhundert | D-3-62-000-191  | Gasthaus Goldene Ente                                           |
| Badstraße 34 (Standort)                                         | Ehemaliges Schiffsmeisterhaus                                   | Viergeschossiger und traufständiger Satteldachbau, im Kern um 1700, 1891 aufgestockt | D-3-62-000-192  | Ehemaliges Schiffsmeisterhaus                                   |
| Badstraße 36 (Standort)                                         | Ehemaliges Schiffsmeisterhaus                                   | Zweigeschossiger und traufständiger Satteldachbau mit Zwerchhaus, bezeichnet „1744“, 1790 überformt, Dachgeschossausbauten 1889 und 1920 | D-3-62-000-193  | Ehemaliges Schiffsmeisterhaus                                   |
| Badstraße 38 (Standort)                                         | Wohnhaus                                                        | Dreigeschossiger und traufständiger Satteldachbau mit Fachwerkerker, 17./18. Jahrhundert, Innenumbau 1768 | D-3-62-000-194  | Wohnhaus                                                        |
| Badstraße 40 (Standort)                                         | Wohnhaus                                                        | Zweigeschossiger und giebelständiger Mansarddachbau mit Zwerchhaus, 17./18. Jahrhundert | D-3-62-000-195  | Wohnhaus                                                        |
| Badstraße 42 (Standort)                                         | Wohnhaus                                                        | Zweigeschossiger und giebelständiger Satteldachbau, bezeichnet „1756“ | D-3-62-000-196  | Wohnhaus                                                        |
| Badstraße 44 (Standort)                                         | Wohnhaus                                                        | Zweigeschossiger Walmdachbau, im Kern 17. Jahrhundert, Neugestaltung bezeichnet „1731“ | D-3-62-000-197  | Wohnhaus                                                        |
| Badstraße 46, 46 a (Standort)                                   | Wohnhaus                                                        | Zweigeschossiger und giebelständiger Satteldachbau, 17./18. Jahrhundert Rückgebäude, zweigeschossiger und traufständiger Mansarddachbau mit Zwerchhaus, 18. Jahrhundert | D-3-62-000-1484 | Wohnhaus                                                        |
| Badstraße 50 (Standort)                                         | Ehemaliges Schiffsmeister-Austragshaus                          | Zweigeschossiger und traufständiger Satteldachbau mit Zwerchhaus, im Kern 17. Jahrhundert, Umbauten um 1700 und 1762; Gartensalettl, zweigeschossiger Walmdachbau, im Kern 18. Jahrhundert, mit Gartenmauer | D-3-62-000-198  | Ehemaliges Schiffsmeister-Austragshaus                          |
| Badstraße 52 (Standort)                                         | Wohnhaus                                                        | Zweigeschossiges und giebelständiges Satteldachhaus, im Kern 15./16. Jahrhundert, Umbauten 18. Jahrhundert, Dachstuhl 1891 | D-3-62-000-199  | Wohnhaus                                                        |
| Badstraße 54 (Standort)                                         | Gasthaus, ehemalige Gaststätte Casino                           | Zweigeschossiger Mansardwalmdachbau mit Zwerchhäusern und geohrten Rahmungen, 17./18. Jahrhundert, Umbauten 1937 | D-3-62-000-200  | Gasthaus, ehemalige Gaststätte Casino                           |
| Badstraße 56 (Standort)                                         | Gartenhaus (sogenannte Zieroldsche Gartenbehausung)             | Zweigeschossiges Walmdachhaus, frühes 18. Jahrhundert, Umbau bezeichnet „1759“ | D-3-62-000-201  | Gartenhaus (sogenannte Zieroldsche Gartenbehausung)             |
| Lieblstraße 2 (Standort)                                        | Ehemaliges Dittmersches Gartenpalais (sogenannte Villa Lauser)  | Gegliederter Walmdachbau mit dreigeschossigem Mittelteil und zweigeschossigen Flügeln mit Dachgalerien, Dreiecksgiebel und profilierten Fensterrahmungen über gebändertem Erdgeschoss, 1795 unter Bauleitung von Joseph Sorg; mit Ausstattung Parkanlage auf der durch einen 1795 ausgebauten Schiffskanal abgetrennten Fischerinsel Japanischer Pavillon, achteckiger Ständerbau mit Fußwalm und Zeltdach, um 1800 | D-3-62-000-726  | Ehemaliges Dittmersches Gartenpalais (sogenannte Villa Lauser)  |
| Lieblstraße 4 (Standort)                                        | Ehemaliges Fischerhaus                                          | zweigeschossiger und traufständiger Steilsatteldachbau, auf der Nordseite abgeschleppt, bezeichnet mit „1655“, erneuert 1791, Fassadendekoration neubarock, 1910. | D-3-62-000-727  | Ehemaliges Fischerhaus                                          |
| Lieblstraße 11 (Standort)                                       | Ehemaliges Salettl                                              | Zweigeschossiger und traufständiger Mansardwalmdachbau mit Schweifgiebel, 18. Jahrhundert, Dach und Treppenhaus 1904, südwestlicher Anbau 1911 | D-3-62-000-728  | Ehemaliges Salettl                                              |
| Lieblstraße 13 (Standort)                                       | Ehemaliges Gartenhaus (sogenanntes Esterlinsches Gartengebäude) | Dreigeschossiger und traufständiger Satteldachbau mit Fassadengliederung durch Pilaster und betonte Beletage, spätbarock, um 1730 im Stil von Johann Michael Prunner, Ausbau des Mansardgeschosses und neubarocke Fassadengliederung 1886 | D-3-62-000-729  | Ehemaliges Gartenhaus (sogenanntes Esterlinsches Gartengebäude) |
| Lieblstraße 13 a (Standort)                                     | Ehemaliges Gartenhaus (sogenannte Maunzsche Gartenbehausung)    | Dreigeschossiger und traufständiger Satteldachbau mit Pilastergliederung, Bänderung und betonter Beletage, spätbarock, um 1730 wohl von Johann Michael Prunner, 1886 aufgestockt und zu Mietwohnungen ausgebaut | D-3-62-000-1513 | Ehemaliges Gartenhaus (sogenannte Maunzsche Gartenbehausung)    |
| Lieblstraße 27 (Standort)                                       | Ehemaliges Gartenhaus (sogenannte Harrersche Gartenbehausung)   | Zweigeschossiger und traufständiger Satteldachbau spätes 17. Jahrhundert, mit nördlichem Salettlanbau, um 1700, und Treppenhauspavillon, 18. Jahrhundert; ursprünglich Doppelhaus mit Lieblstr. 25 | D-3-62-000-1514 | Ehemaliges Gartenhaus (sogenannte Harrersche Gartenbehausung)   |
| Proskestraße 5 (Standort)                                       | Stadtvilla                                                      | Zweigeschossiger und giebelständiger Satteldachbau mit Schweifgiebeln und Eckerker, neubarock mit Jugendstilanklängen, 1910 von Christian Metzger | D-3-62-000-935  | Stadtvilla                                                      |
| Schopperplatz 3 (Standort)                                      | Ehemaliges Bootshaus des Regensburger Ruderklubs                | zweigeschossiger Fachwerkbau mit flachem Walmdach, Loggia und Altane, 1896 | D-3-62-000-2238 | Ehemaliges Bootshaus des Regensburger Ruderklubs                |
| Schopperplatz 6 (Standort)                                      | Turn- und Festhalle der Regensburger Turnerschaft               | Zweigeschossiger und gestelzter Hallenbau mit zweieinhalbgeschossigem Kopfbau mit Walmdach, Sockel, Lisenen- und Gesimsgliederungen in Klinker, Neue Sachlichkeit, 1929/30 von Albert Reiß | D-3-62-000-1534 | Turn- und Festhalle der Regensburger Turnerschaft               |
| Werftstraße 3 (Standort)                                        | Gasthaus Zur Silbernen Gans                                     | Zweigeschossiger und giebelständiger Mansarddachbau, 17./18. Jahrhundert | D-3-62-000-1381 | Gasthaus Zur Silbernen Gans                                     |
| Werftstraße 4 (Standort)                                        | Ehemaliges Fischerhaus                                          | Zweigeschossiger und giebelständiger Satteldachbau mit Schweifgiebel und Putzgliederungen, 18. Jahrhundert, Umbau und Fassade neubarock, 1907 | D-3-62-000-1382 | Ehemaliges Fischerhaus                                          |
| Werftstraße 5 (Standort)                                        | Ehemaliges Fischerhaus                                          | Zweigeschossiger und giebelständiger Satteldachbau, bezeichnet „1717“, Umbauten um 1900 | D-3-62-000-1383 | Ehemaliges Fischerhaus                                          |
| Werftstraße 8, 8 a (Standort)                                   | Ehemaliges Gasthaus Zum Dampfschiff                             | Dreiteiliger Gebäudekomplex, dreigeschossiger Walmdachbau mit zurückgesetzten Seitenflügeln und Altane vor dem Mittelbau, mittlerer und östlicher Teil bezeichnet „1638“, Westflügel wohl 18. Jahrhundert, Zusammenfassung der Bauteile mit Aufstockung und Vorblendung der Südfassade im Rundbogenstil 1837, Umbauten im 19. und 20. Jahrhundert                                                                   | D-3-62-000-1384 | Ehemaliges Gasthaus Zum Dampfschiff                             |
| Werftstraße 10 (Standort)                                       | Ehemaliges Schiffsmeisterhaus                                   | Dreigeschossiger und giebelständiger Satteldachbau mit Standerker, im Kern 17./18. Jahrhundert, 1904 überformt, Erker nach 1944 erneuert, Fassade durchgreifend modernisiert | D-3-62-000-1385 | Ehemaliges Schiffsmeisterhaus                                   |
| Werftstraße 12 (Standort)                                       | Ehemaliger Stadel                                               | Zweigeschossiger und traufständiger Flachsatteldachbau, im Kern 16./17. Jahrhundert, 1864 Umbau zum Wohnhaus | D-3-62-000-1386 | Ehemaliger Stadel                                               |
| Werftstraße 13 (Standort)                                       | Wohnhaus                                                        | Zweigeschossiger und giebelständiger Satteldachbau mit Vorschussgiebel, 17. Jahrhundert, Fassade 1902 Rückgebäude zweigeschossiger und traufständiger Satteldachbau mit Zwerchhaus und Laubengang, 17. Jahrhundert, Umbauten 1895 | D-3-62-000-1387 | Wohnhaus                                                        |
| Werftstraße 15 (Standort)                                       | Wohnhaus, ehemalige Steubelsche Behausung                       | Dreigeschossiges und traufständiges Satteldachhaus, 17. Jahrhundert, Innenausbau von 1710, Aufstockung 1852 | D-3-62-000-1388 | Wohnhaus, ehemalige Steubelsche Behausung                       |
| Werftstraße 18 (Standort)                                       | Ehemaliges Schiffsmeisteranwesen des Georg Christoph Naimer     | Wohnhaus, dreigeschossiger und giebelständiger Mansarddachbau mit Holzerker, bezeichnet „1763“, Erker und Umbauten 1870 Ehemaliger Stadel, eingeschossiger und giebelständiger Mansarddachbau, bezeichnet „1754“ Ehemaliger Pferdestall, eingeschossiger Pultdachbau mit Aufzugsgaube, bezeichnet 1772 | D-3-62-000-1389 | Ehemaliges Schiffsmeisteranwesen des Georg Christoph Naimer     |
| Werftstraße 19 (Standort)                                       | Ehemaliges Schiffsmeisterhaus                                   | Dreigeschossiger und traufständiger Satteldachbau mit Standerker mit Giebel, erste Hälfte 18. Jahrhundert | D-3-62-000-1390 | Ehemaliges Schiffsmeisterhaus                                   |
| Werftstraße 23 (Standort)                                       | Ehemaliges Schiffsmeisterhaus                                   | Zweigeschossiger und giebelständiger Mansarddachbau, um 1700 | D-3-62-000-1392 | Ehemaliges Schiffsmeisterhaus                                   |
| Werftstraße 24 (Standort)                                       | Ehemaliges Fischerhaus                                          | Zweigeschossiger und traufständiger verputzter Fachwerkbau mit Satteldach, bezeichnet „1719“ | D-3-62-000-1393 | Ehemaliges Fischerhaus                                          |
| Wöhrdstraße 1 (Standort)                                        | Mietshaus                                                       | Viergeschossiger und gestelzter Walmdachbau über winkelförmigem Grundriss, mit Risaliten, Zwerchhäusern und Schweifgiebeln, barockisierender Jugendstil, 1903 von Albert Reiß | D-3-62-000-1422 | Mietshaus                                                       |
| Wöhrdstraße 2 (Standort)                                        | Ehemalige Obere Mahlmühle                                       | Zweigeschossiger und traufständiger, gestelzter Satteldachbau mit vorgebautem Eisbrecher, zweigeschossiger Quaderbau mit Walmdach, im Kern 17. Jahrhundert, Umbau 1880 Wasserrad, höhenverstellbare Eisenkonstruktion, 1889 | D-3-62-000-1423 | Ehemalige Obere Mahlmühle                                       |
| Wöhrdstraße 3 (Standort)                                        | Mietshaus                                                       | Viergeschossiger Mansardwalmdachbau mit asymmetrischer Fassade, Putzgliederungen, und Zwerchhäusern mit Schweifgiebeln, barockisierender Jugendstil, 1905 von Albert Reiß | D-3-62-000-1552 | Mietshaus                                                       |
| Wöhrdstraße 10 (Standort)                                       | Wohnhaus                                                        | Dreigeschossiger Walmdachbau mit gebändertem Erdgeschoss, Fassadengliederung spätklassizistisch, 1908 von Karl Frank, aus dem Umbau der ehemaligen Lederermühle von 1844 hervorgegangen | D-3-62-000-1425 | Wohnhaus                                                        |
| Wöhrdstraße 22 (Standort)                                       | Mietshaus                                                       | Dreigeschossiger und traufständiger Mansarddachbau mit Erker, Zwerchhaus und Putzgliederungen, barockisierend, 1912 von Hans Gerner | D-3-62-000-1595 | Mietshaus                                                       |
| Wöhrdstraße 33 (Standort)                                       | Städtischer Baustadel                                           | Eingeschossiger, giebelständiger und abgeschleppter Satteldachbau mit Einfahrtstor und Ladeluken, im Kern 1586, Dachgerüst um 1900 verändert | D-3-62-000-1426 | weitere Bilder                                                  |
| Wöhrdstraße 38 (Standort)                                       | Mietshaus                                                       | Zweigeschossiger und traufständiger Mansarddachbau mit Mittelrisalit und Dreiecksgiebel, 1895 | D-3-62-000-1427 | Mietshaus                                                       |
| Wöhrdstraße 40 (Standort)                                       | Ehemaliges Schiffsmeisterhaus                                   | Zweigeschossiger und traufständiger Satteldachbau, bezeichnet „1798“ | D-3-62-000-1428 | Ehemaliges Schiffsmeisterhaus                                   |
| Wöhrdstraße 41 (Standort)                                       | Ehemaliges Bauhofmeisterhaus mit Baumagazin                     | Zweigeschossiger und traufständiger Satteldachbau, bezeichnet „1591“, Umbau und Erweiterung „1753“ (bezeichnet), Veränderungen 1949 | D-3-62-000-1429 | Ehemaliges Bauhofmeisterhaus mit Baumagazin                     |
| Wöhrdstraße 54 (Standort)                                       | Ehemaliger reichsstädtischer Bauholzstadel                      | Eingeschossiger und giebelständiger Satteldachbau, Ständerkonstruktion zu drei Stützenreihen, 17. Jahrhundert | D-3-62-000-1430 | Ehemaliger reichsstädtischer Bauholzstadel                      |
| Wöhrdstraße 91 (Standort)                                       | Ehemaliger reichsstädtischer Pestinhof und Krankenhaus          | Zweigeschossiger und giebelständiger Satteldachbau, im Kern 1652, schmales zweigeschossiges Rückgebäude mit Satteldach, im Kern 16. Jahrhundert, 1652 aufgestockt; zusammen mit Haus Nr. 93 | D-3-62-000-1431 | Ehemaliger reichsstädtischer Pestinhof und Krankenhaus          |
| Wöhrdstraße 93 (Standort)                                       | Ehemaliger Pestinhof und Krankenhaus                            | Zweigeschossiger Satteldachbau mit rundbogiger Haustür, im Kern 16. Jahrhundert, 1662 aufgestockt; zusammen mit Haus Nr. 91 | D-3-62-000-1432 | Ehemaliger Pestinhof und Krankenhaus                            |

## Ehemalige Baudenkmäler
In diesem Abschnitt sind Objekte aufgeführt, die früher einmal in der Denkmalliste eingetragen waren, jetzt aber nicht mehr. Objekte, die in anderem Zusammenhang also z. B. als Teil eines Baudenkmals weiter eingetragen sind, sollen hier nicht aufgeführt werden. Aktennummern in diesem Abschnitt sind ehemalige, jetzt nicht mehr gültige Aktennummern.

| Lage                      | Objekt                      | Beschreibung | Akten-Nr.       | Bild                        |
| ------------------------- | --------------------------- | --- | --------------- | --------------------------- |
| Werftstraße 22 (Standort) | Wohnhaus, ehemaliger Stadel | Zweigeschossiger und traufständiger Satteldachbau, im Kern 17./18. Jahrhundert, 1862 und 1897 Aufstockung und Umbau zum Wohnhaus | D-3-62-000-1391 | Wohnhaus, ehemaliger Stadel |